# Campo profughi di Friedland

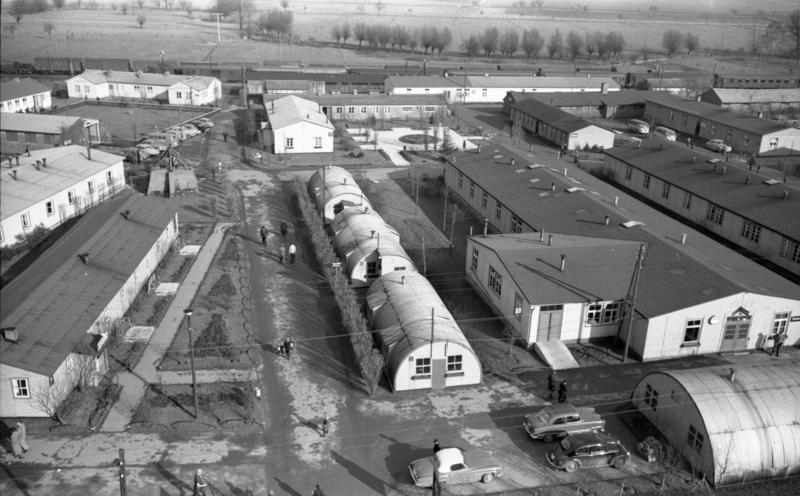
Veduta del campo profughi di Friedland nel 1958.

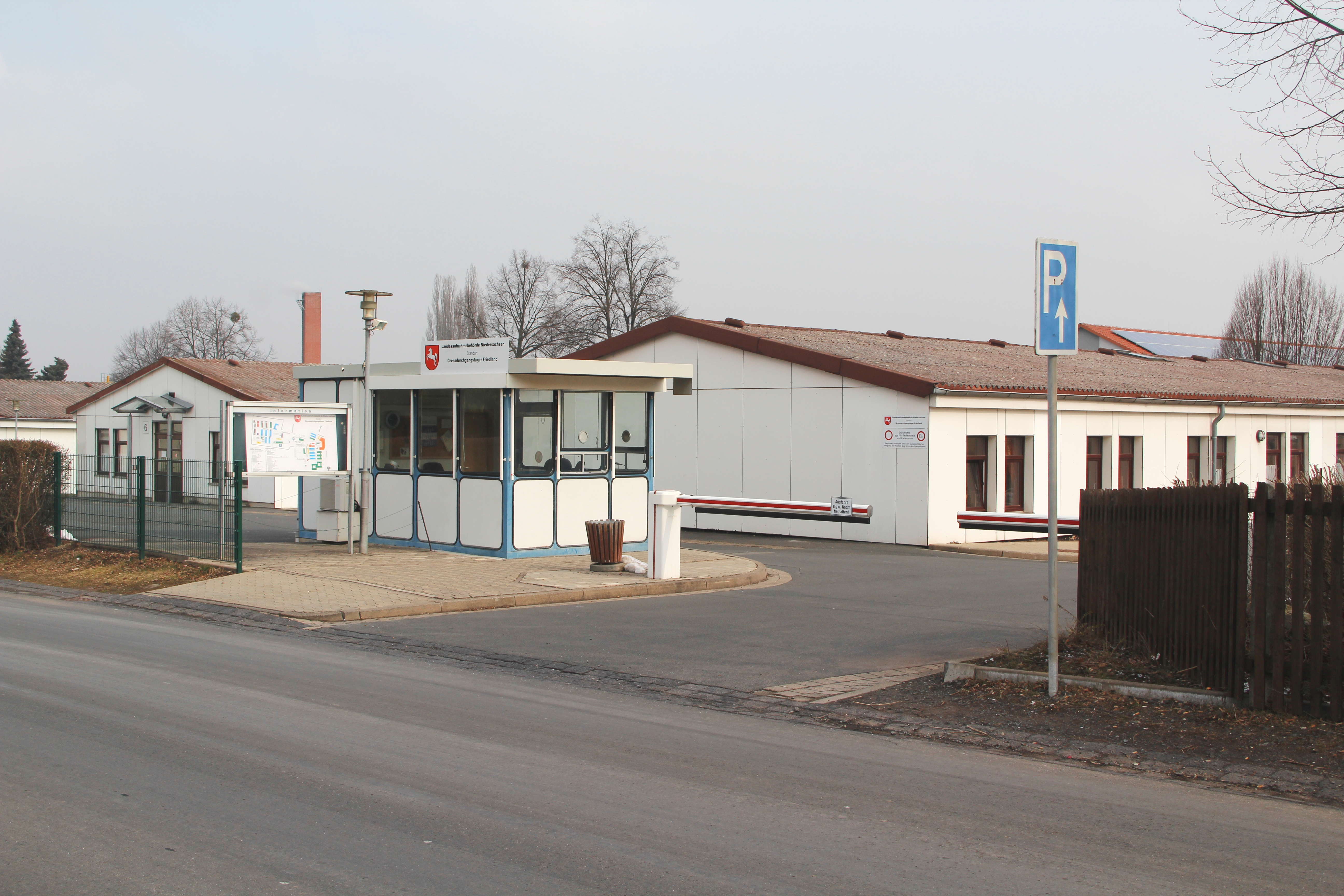
Un'immagine del campo nel 2013.

Il campo profughi di Friedland (in tedesco lager Friedland) è un campo di accoglienza e smistamento per stranieri, posto a Friedland, nel circondario di Gottinga, in Germania.
Il campo venne istituito dall'amministrazione provvisoria britannica, il 20 settembre 1945,  allo scopo di procedere all'identificazione ed al ricongiungimento familiare dei prigionieri di guerra tedeschi, provenienti soprattutto dal fronte orientale.
Per oltre un decennio svolse tale funzione, fino all'ottobre 1955, quando giunsero dalla Russia gli ultimi 9.626 prigionieri di guerra, rimpatriati in seguito all'accordo Adenauer-Bulganin del 13 settembre 1955.
Nel novembre dell'anno successivo, il lager di Friedland fu messo a disposizione dei profughi magiari scampati alla repressione della rivolta ungherese e, da allora, la struttura venne periodicamente utilizzata per simili incombenze, ospitando, tra gli altri, gli esuli cileni nel 1973, i fuggitivi vietnamiti dei cosiddetti boat people nel 1978, i tamil dello Sri Lanka nel 1984, i profughi albanesi nel 1990 e, dal marzo 2009, i rifugiati della minoranza cristiana provenienti dall'Iraq.